# Festival Cruises
Festival Cruises war eine in Griechenland ansässige Reederei, die von 1994 bis zu ihrer Insolvenz im Jahr 2004 mehrere Kreuzfahrtschiffe betrieb.

## Geschichte

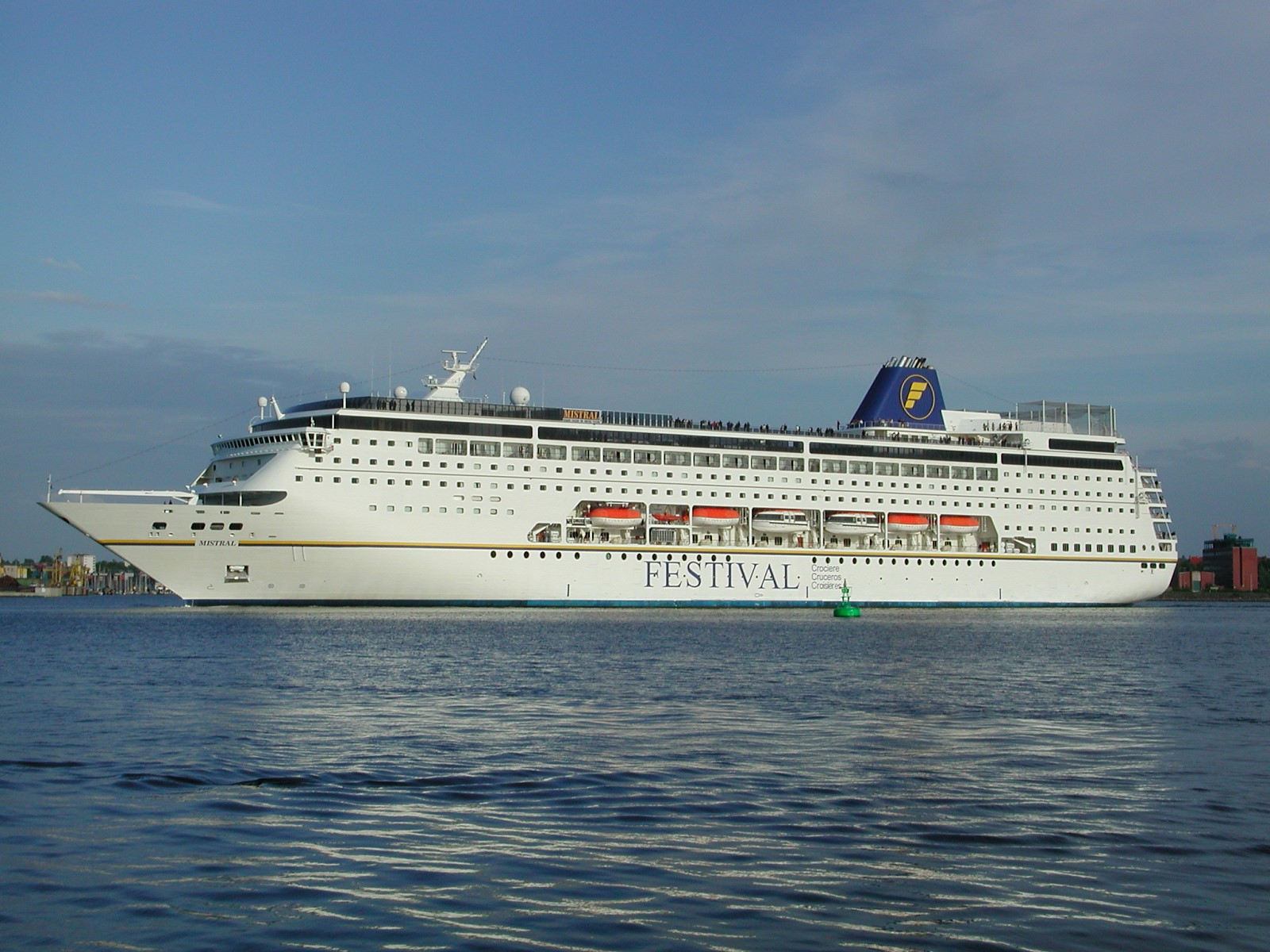
Die Mistral war der erste Neubau der Reederei

Festival Cruises wurde 1994 vom griechischen Reeder George Poulides gegründet. Erstes Schiff der Reederei wurde die 1971 in Dienst gestellte The Azur der griechischen Reederei Chandris. In den folgenden Jahren baute Festival Cruises eine Flotte von meist älteren Kreuzfahrtschiffen auf, die vorwiegend für Fahrten im Mittelmeer eingesetzt wurden.
1999 stellte die Reederei mit der Mistral ihren ersten Neubau in Dienst. In den Jahren 2001 und 2002 folgten die größeren Schwesterschiffe European Vision und European Stars, die am Design der Mistral angelehnt waren und nach der Auflösung von Festival Cruises an MSC Kreuzfahrten gingen. Zwei weitere Schwesterschiffe wurden später als MSC Lirica und MSC Opera direkt von MSC Kreuzfahrten in Dienst gestellt.
2004 meldete Festival Cruises Insolvenz an. Die insgesamt sechs Schiffe der Flotte wurden daraufhin arrestiert und nach Auflösung der Reederei zum Verkauf angeboten.

## Schiffe
| Name            | Baujahr | Reedereidienst | Vermessung | Bauwerft                                 | Status/Schicksal                                                       |
| --------------- | ------- | -------------- | ---------- | ---------------------------------------- | ---------------------------------------------------------------------- |
| The Azur        | 1971    | 1994–2004      | 9.159 BRZ  | Chantiers de l’Atlantique, Saint-Nazaire | Als Knyaz Vladimir für die russischen Staatsbetrieb Rosmoport in Fahrt |
| Bolero          | 1968    | 1995–2004      | 15.781 BRZ | AG Weser, Bremerhaven                    | 2018 in Alang verschrottet.                                            |
| Flamenco        | 1972    | 1998–2004      | 17.042 BRZ | Cantiere navale di Riva Trigoso, Livorno | Zuletzt als Ocean Dream in Fahrt, 2016 vor Laem Chabang gekentert      |
| Mistral         | 1999    | 1999–2004      | 48.200 BRZ | Chantiers de l’Atlantique, Saint-Nazaire | Als Ambition für Ambassador Cruise Line in Fahrt                       |
| European Vision | 2001    | 2001–2004      | 58.625 BRZ | Chantiers de l’Atlantique, Saint-Nazaire | Als MSC Armonia für MSC Cruises in Fahrt                               |
| European Stars  | 2002    | 2002–2004      | 58.625 BRZ | Chantiers de l’Atlantique, Saint-Nazaire | Als MSC Sinfonia für MSC Cruises in Fahrt                              |
| Caribe          | 1948    | 2002–2004      | 16.144 BRZ | Götaverken, Göteborg                     | Heute Astoria                                                          |